# Walraven van Hall
Walraven (Wally) van Hall (Amsterdam, 10 febbraio 1906 – Haarlem, 12 febbraio 1945) è stato un banchiere e partigiano olandese.

## Biografia
Van Hall nacque ad Amsterdam in una famiglia della medio alta borghesia. Iniziò la sua carriera nella marina mercantile, trovandosi poi costretto ad abbandonarla a causa dei suoi problemi di vista. Suo fratello, Gijs van Hall, futuro membro del Senato olandese e sindaco di Amsterdam, che aveva già lavorato in banca, lo aiutò a trovare lavoro come agente di cambio.
Nel maggio del 1940, dopo l'invasione tedesca, fu istituito un fondo per aiutare le famiglie dei marinai olandesi che si trovavano in Gran Bretagna. Fu in questa occasione che un membro della resistenza olandese contattò i fratelli van Hall per organizzare un sistema di raccolta fondi che sarebbe stato garantito dal governo olandese in esilio a Londra. Van Hall e il fratello accettarono l'incarico e con l'avanzare della guerra divennero i principali finanziatori della resistenza. Per questo motivo Walraven van Hall fu chiamato Il banchiere della resistenza.
Walraven van Hall fu arrestato il 27 gennaio 1945. I tedeschi non seppero subito di aver catturato un alto membro della resistenza, perché cercavano un certo van Tuyl, pseudonimo utilizzato da van Hall, lo scoprirono dopo aver fatto cedere sotto tortura un altro membro della resistenza Teus van Vielt. Walraven van Hall fu giustiziato tramite fucilazione il 12 febbraio 1945, aveva appena compiuto 39 anni.

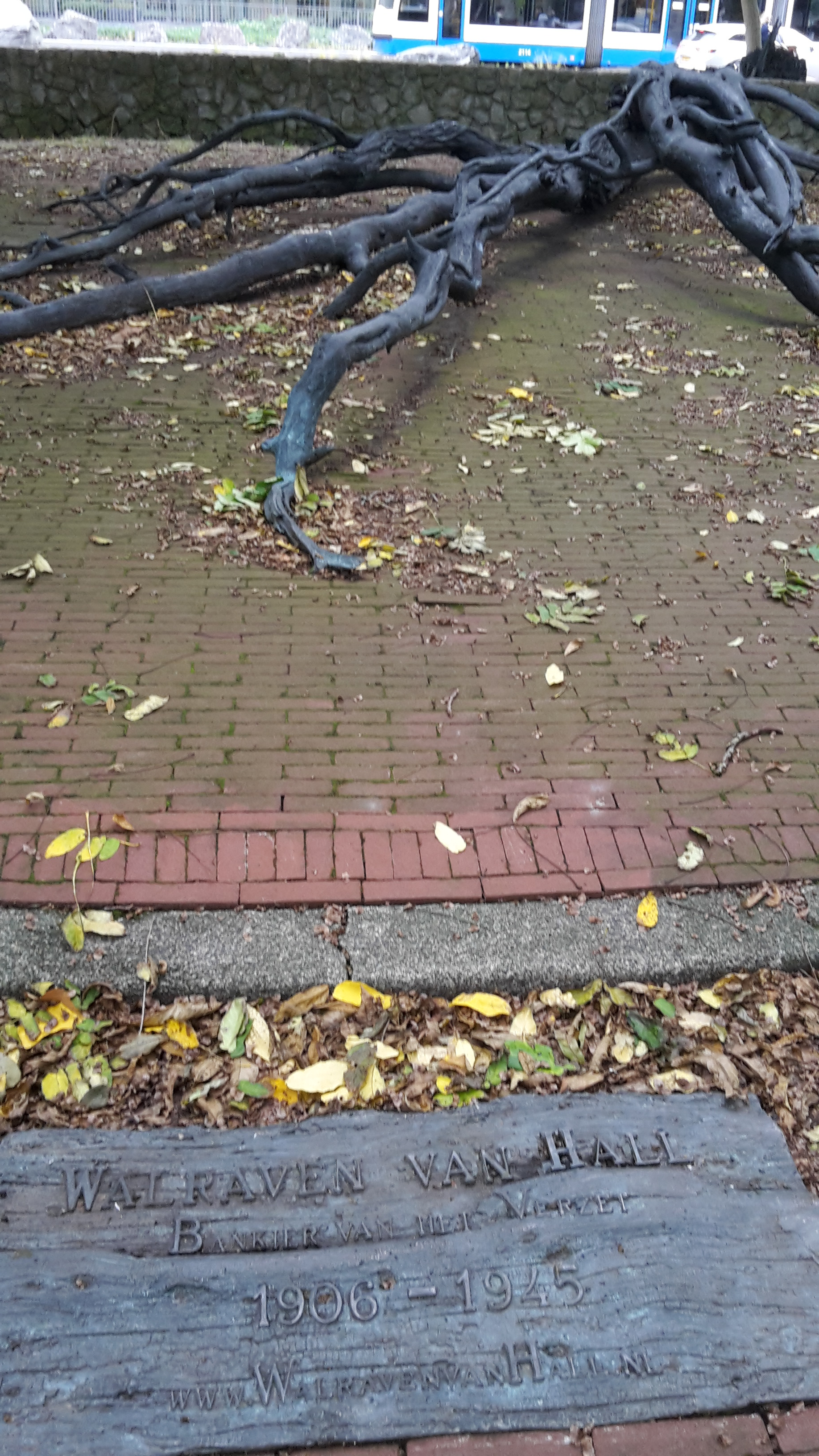
Monumento a Walraven van Hall

## Riconoscimenti
- 26 settembre 1978 fu riconosciuto come "Giusto tra le Nazioni".
- 2010 viene inaugurato un monumento in suo onore presso la Frederiksplein a Amsterdam, a pochi metri dalla De Nederlandsche Bank.
- Il governo olandese gli riconobbe a titolo postumo la Croce della Resistenza Olandese (Verzetskruis) e il governo degli Stati Uniti gli concesse la Medal of Freedom (1945) con Palma d'oro.[4]

## Nella cultura di massa
- Il banchiere della resistenza (2018), regia di Joram Lürsen.[5]